# Naupoda flaviceps
Naupoda flaviceps är en tvåvingeart som först beskrevs av Günther Enderlein 1924.  Naupoda flaviceps ingår i släktet Naupoda och familjen bredmunsflugor. Inga underarter finns listade i Catalogue of Life.